# Carex alopecoidea
Carex alopecoidea là một loài thực vật có hoa trong họ Cói. Loài này được Tuck. mô tả khoa học đầu tiên năm 1843.